# ويبو (شركة)
ويبو هي شركة شبكة اجتماعية صينية معروفة بموقع المدونات الصغيرة سينا ويبو. ومقرها في بكين، الصين.

## التاريخ
تم إنشاء ويبو بواسطة شركة سينا باسم T.CN، لكنها غيرت اسمها إلى ويبو في عام 2012.
حاليا، هو مدرج في بورصة ناسداك.